# Jens Chemnitz
Jens Anton Elias Barsilaj Ignatius Chemnitz (* 24. November 1853 in Ikigaat; † 26. Februar 1929 in Alluitsoq) war ein grönländischer Pastor.

## Leben

### Herkunft
Jens Chemnitz war der Sohn des dänischen Böttchers Jens Carl Vilhelm Chemnitz (1811–1857), dessen Eltern Deutsche waren, und dessen grönländischer Frau Marie Elisabeth Egede (1817–1867), einer Urenkelin von Anders Olsen. Sein Vater ist der Stammvater aller Chemnitzens in Grönland. Der Name bezieht sich auf Kemnitz, einen Stadtteil von Pritzwalk, wo die Familie im 13. Jahrhundert erstbelegt ist. Er wurde in Ikigaat an der Stelle des mittelalterlichen Herjólfsnes geboren.

### Karriere
1873 schloss er eine Ausbildung an Grønlands Seminarium ab und ließ sich anschließend von 1875 bis 1877 in Dänemark theologisch weiterausbilden. Anschließend war er als Katechet in Nuuk tätig und studierte weiter am Seminarium. 1880 zog er erneut nach Dänemark, wo er sich zum Pastor weiterbilden ließ. Nach seiner Ordination am 18. April 1883 in Kopenhagen wurde er im selben Jahr zum Oberkatecheten von Qaqortoq ernannt. 1885 wechselte er nach Sisimiut, wo er bis 1900 blieb. Er war danach ein Jahr in Alluitsoq tätig. Ab 1901 war er Oberkatechet von Narsarmijit. Im Zuge der Kirchenreform von 1905 wurde er zum Pastor ernannt. 1912 wechselte er zurück nach Alluitsoq, wo er 1926 in Rente ging. Er starb 1929 ebendort im Alter von 75 Jahren.

### Wirken
Jens Chemnitz setzte sich stark für die grönländische Bevölkerung ein. Er initiierte die Schäferei in Grönland neu, um den Bewohnern eine neue Einnahmequelle neben Fischerei und Robbenjagd zu bieten. Daneben verbesserte er auch die Haifischerei. Er trat aus Volksaufklärer hervor, als der er der Jugend vorlas, Männer im Kajakfahren und Handwerk und Frauen im Kochen, Nähen und Klöppeln unterrichten ließ. Des Weiteren baute er ein Versammlungshaus auf, eine Bauvereinigung oder initiierte die Haijagd. In Sisimiut sorgte er dafür, dass die Männer nicht mehr auf schottischen Walfängerschiffen anheuerten und sich tatsächlich der Jagd widmeten, womit er die Wirtschaft stärkte. Auch sonst bemühte er sich, die Bevölkerung zu motivieren, sich nicht zu verschulden.
1901 wurde Jens Chemnitz zum Dannebrogsmand ernannt und 1912 wurde er zum Ritter des Dannebrogordens ernannt. Er war vermutlich der erste Grönländer, dem jemals diese Ehre zuteilwurde.

### Ehe und Nachkommen
Jens Chemnitz heiratete am 10. Juni 1886 in Nuuk Ane Marie Jakobine Kathrine Holm (1858–1939), Tochter des dänischen Handelsassistenten Johan Frederik Holm (1828–1884) und dessen grönländischer Frau Juliane Bolette Raun Møller (1828–1875), uneheliche Tochter des Dänen Jørgen Nielsen Møller. Aus dieser Ehe gingen folgende Kinder hervor:
- Karl Johan Pavia Chemnitz (1884–1965), verheiratet mit Margrethe Kristine Rosa Julie Høegh (1897–1978)
- Nikolaj Adolf Valdemar Chemnitz (1885–1941)
- Bolethe Maria Ester Chemnitz (1887–?)
- Bolette Maria Ingeborg Chemnitz (1888–1957), verheiratet mit Hans Hoseas Josva Kleist (1879–1938)
- Jørgen Niels Peter Chemnitz (1890–1956), verheiratet mit Vilhelmine Else Kathrine Dorthe Josefsen (1894–1978)
- Jens Lars Andreas Chemnitz (1891–1966), verh. mit Ingrid Elisabeth Nielsen († 1935)
- Kathrine Helene Martine Chemnitz (1893–?)
- Conrad Holm John Chemnitz (1893–?)
- Marie Augusta Hanne Chemnitz (1896–1972), verh. mit John Otto Abel Jens Høegh (1890–1966)
- Johan Frederik Morthen Chemnitz (1899–?)

Zu seinen Enkelkindern gehören der KGH-Direktor Aage Chemnitz (1927–2006), die Frauenrechtlerin Gudrun Chemnitz (1928–2004), der Propst Rink Kleist (1912–1977), die Schriftstellerin Maaliaaraq Vebæk (1917–2012), die Frauenrechtlerin Guldborg Chemnitz (1919–2003), der Intendant Jørgen Chemnitz (1923–2001), der Politiker Lars Chemnitz (1925–2006), der Vizebischof Jens Christian Chemnitz (1935–2005), der Politiker Erling Høegh (1924–1993), der Politiker Ingvar Høegh (1927–2007) und der Landesrat Oluf Høegh (1927–2018).